# Чемпіонат світу з легкої атлетики 2019 — біг на 800 метрів (жінки)

Фініш фінального забігу

Змагання з бігу на 800 метрів серед жінок на Чемпіонаті світу з легкої атлетики 2019 у Досі проходили 27-28, 30 вересня на стадіоні «Халіфа».

## Напередодні змагань
На початок змагань основні рекордні результати були такими:
| WR | Ярміла Кратохвілова (CSK) | 1.53,28 | Мюнхен    | 26 липня 1983 |
| CR | Ярміла Кратохвілова (CSK) | 1.54,68 | Гельсінкі | 9 серпня 1983 |
| WL | Кастер Семеня (ZAF)       | 1.54,98 | Доха      | 3 травня 2019 |

За відсутності в Досі Кастер Семені через нововведення ІААФ щодо контролю рівня тестостерону в жінок, найбільше шансів на «золото» було в американки Аджей Вілсон.

## Результати

### Забіги
Умови кваліфікації до наступного раунду: перші троє з кожного забігу (Q) та шестеро найшвидших за часом з тих, які посіли у забігах місця, починаючи з четвертого (q).
| Місце | Забіг | Атлетка                   | Час       | Примітки |
| ----- | ----- | ------------------------- | --------- | -------- |
| 1     | 3     | Вінні Наньйондо (UGA)     | 2.00,36 Q |          |
| 2     | 4     | Натоя Гуле (JAM)          | 2.01,01 Q |          |
| 3     | 4     | Сіайра Браун (USA)        | 2.01,14 Q |          |
| 4     | 4     | Ноелі Яріго (BEN)         | 2.01,19 Q |          |
| 5     | 3     | Катаріна Трост (GER)      | 2.01,45 Q |          |
| 6     | 4     | Ольга Ляхова (UKR)        | 2.01,47 q |          |
| 7     | 3     | Галіма Гаглаф (MAR)       | 2.01,50 Q |          |
| 8     | 3     | Ліндсі Баттерворт (CAN)   | 2.01,64 q |          |
| 9     | 2     | Ревін Роджерс (USA)       | 2.02,01 Q |          |
| 10    | 2     | Шелайна Оскан-Кларк (GBR) | 2.02,09 Q |          |
| 11    | 1     | Аджей Вілсон (USA)        | 2.02,10 Q |          |
| 12    | 2     | Морган Мітчелл (AUS)      | 2.02,13 Q |          |
| 13    | 2     | Юніс Сум (KEN)            | 2.02,17 q |          |
| 14    | 1     | Галіма Накаї (UGA)        | 2.02,33 Q |          |
| 15    | 2     | Анна Сабат (POL)          | 2.02,43 q |          |
| 16    | 1     | Гедда Гюнне (NOR)         | 2.02,49 Q |          |
| 17    | 4     | Дірібе Велтеджі (ETH)     | 2.02,71 q |          |
| 18    | 3     | Ліга Велвере (LAT)        | 2.02,93 q |          |
| 19    | 1     | Крістіна Герінг (GER)     | 2.03,15   |          |
| 20    | 1     | Сара Куйвісто (FIN)       | 2.03,15   |          |
| 21    | 5     | Наталія Прищепа (UKR)     | 2.03,22 Q |          |
| 22    | 5     | Ван Чуньюй (CHN)          | 2.03,25 Q |          |
| 23    | 5     | Александра Белл (GBR)     | 2.03,34 Q |          |
| 24    | 6     | Ренелль Ламот (FRA)       | 2.03,36 Q |          |
| 25    | 2     | Селіна Бюхель (SUI)       | 2.03,38   |          |
| 26    | 5     | Лоре Гоффманн (SUI)       | 2.03,40   |          |
| 27    | 5     | Маліка Аккауї (MAR)       | 2.03,40   |          |
| 28    | 6     | Розмарі Альманса (CUB)    | 2.03,42 Q |          |
| 29    | 6     | Рабабе Арафі (MAR)        | 2.03,44 Q |          |
| 30    | 4     | Діана Мезулянікова (CZE)  | 2.03,48   |          |
| 31    | 6     | Лінсі Шарп (GBR)          | 2.03,57   |          |
| 32    | 1     | Рене Ейкенс (BEL)         | 2.03,65   |          |
| 33    | 5     | Ловіса Ліндх (SWE)        | 2.03,72   |          |
| 34    | 4     | Дебора Родрігес (URU)     | 2.03,80   |          |
| 35    | 5     | Ханна Грін (USA)          | 2.04,37   |          |
| 36    | 1     | Габріела Гаянова (SVK)    | 2.04,45   |          |
| 37    | 6     | Карлі Томас (AUS)         | 2.04,65   |          |
| 38    | 6     | Елеонора Ванді (ITA)      | 2.04,98   |          |
| 39    | 3     | Катріона Біссет (AUS)     | 2.05,33   |          |
| 40    | 2     | Локоньєн Натіке (ART)     | 2.13,39   | PB       |
|       | 6     | Цепанг Селло (LES)        | —         | DQ       |

### Півфінали
Найкращою за підсумками трьох півфінальних забігів була Галіма Накаї (1.59,35). До фіналу виходили перші двоє з кожного забігу та двоє найшвидших за часом з тих, які посіли у забігах місця, починаючи з третього.

### Фінал
У фіналі перемогу неочікувано здобула угандійка Галіма Накаї, а Аджей Вілсон була лише третьою, пропустивши вперед співвітчизницю Ревін Роджерс.
| Місце | Атлетка               | Час     | Примітки |
| ----- | --------------------- | ------- | -------- |
| 1     | Галіма Накаї (UGA)    | 1.58,04 | NR       |
| 2     | Ревін Роджерс (USA)   | 1.58,18 | SB       |
| 3     | Аджей Вілсон (USA)    | 1.58,84 |          |
| 4     | Вінні Наньйондо (UGA) | 1.59,18 |          |
| 5     | Юніс Сум (KEN)        | 1.59,71 |          |
| 6     | Натоя Гуле (KEN)      | 2.00,11 |          |
| 7     | Рабабе Арафі (MAR)    | 2.00,48 |          |
| 8     | Сіайра Браун (USA)    | 2.02,97 |          |